# Gmina zbiorowa Hattorf am Harz
Gmina zbiorowa Hattorf am Harz (niem. Samtgemeinde Hattorf am Harz) – gmina zbiorowa położona w niemieckim kraju związkowym Dolna Saksonia, w powiecie Getynga. Do 31 października 2016 należała do powiatu Osterode am Harz. Siedziba gminy zbiorowej znajduje się w miejscowości Hattorf am Harz.

## Podział administracyjny
Do gminy zbiorowej Hattorf am Harz należą cztery gminy:
1. Elbingerode
2. Hattorf am Harz
3. Hörden am Harz
4. Wulften am Harz